# この場所へ〜憂鬱なCross+shaped〜
「この場所へ〜憂鬱なCross+shaped〜」（このばしょへ〜ゆううつなクロスプラスシェープド〜）は、日本の女性シンガー、Teddyの4枚目のシングル。 2007年12月23日にリリースされた。

## 収録曲
1. この場所へ 〜憂鬱なCross+shaped〜
  - 作詞：Pink Bambi／作曲・編曲：Tony Potter
2. everlasting
  - 作詞：Teddy／作曲・編曲：Tony Potter
3. この場所へ -Old Odd Owl Remix-
  - 作詞：Teddy／作曲：Tony Potter／リミックス：Emma Laundry